# Sexey-les-Bois
Sexey-les-Bois era una comuna francesa que estaba situada en el departamento de Meurthe y Mosela, de la región de Gran Este que el 1 de enero de 2019 pasó a formar parte de la comuna nueva de Bois-de-Haye como comuna delegada.

## Demografía
| Gráfica de evolución demográfica de Sexey-les-Bois entre 1800 y 2016 |
|                                                                      |

Los datos demográficos contemplados en este gráfico de la comuna de Sexey-les-Bois se han cogido de 1800 a 1999 de la página francesa EHESS/Cassini, y los demás datos de la página del INSEE.